# DJ Chika aka Inherit
DJ Chika aka Inherit（ディージェイ・チカ・エーケイエー・インヘリット） は、音楽プロデューサー、DJ、トラックメイカー。

## 経歴
Cradle 1stアルバム「Attitude」、ソロ・アルバム「Up the river」等を経てCradle Orchestra名義アルバム「Velvet Ballads」「Transcended Elements」では、Blackthought(The Roots)、CLSmooth、TalibKweli、AloeBlacc、Rakaa 、Speech、Guru(Gangstarr)、De La Soul、Hocus Pocus、Giovanca、Camp Loといった世界のトップ・アーティストと競演。一方、Avicii「Wake Me Up」へのフィーチャリングで一躍有名になったAloeBlaccとのプロジェクト「Bee / Open Your Mind」、2011年3月9日発売2ndソロアルバム「Pledge To The Music」では全ての楽器演奏、ターンテーブル、サンプラーを駆使して完成。近年はEXILE ATSUSHIや国内のアーティストへの楽曲プロデュースも開始。